# Limeswachturm Wp 3/26

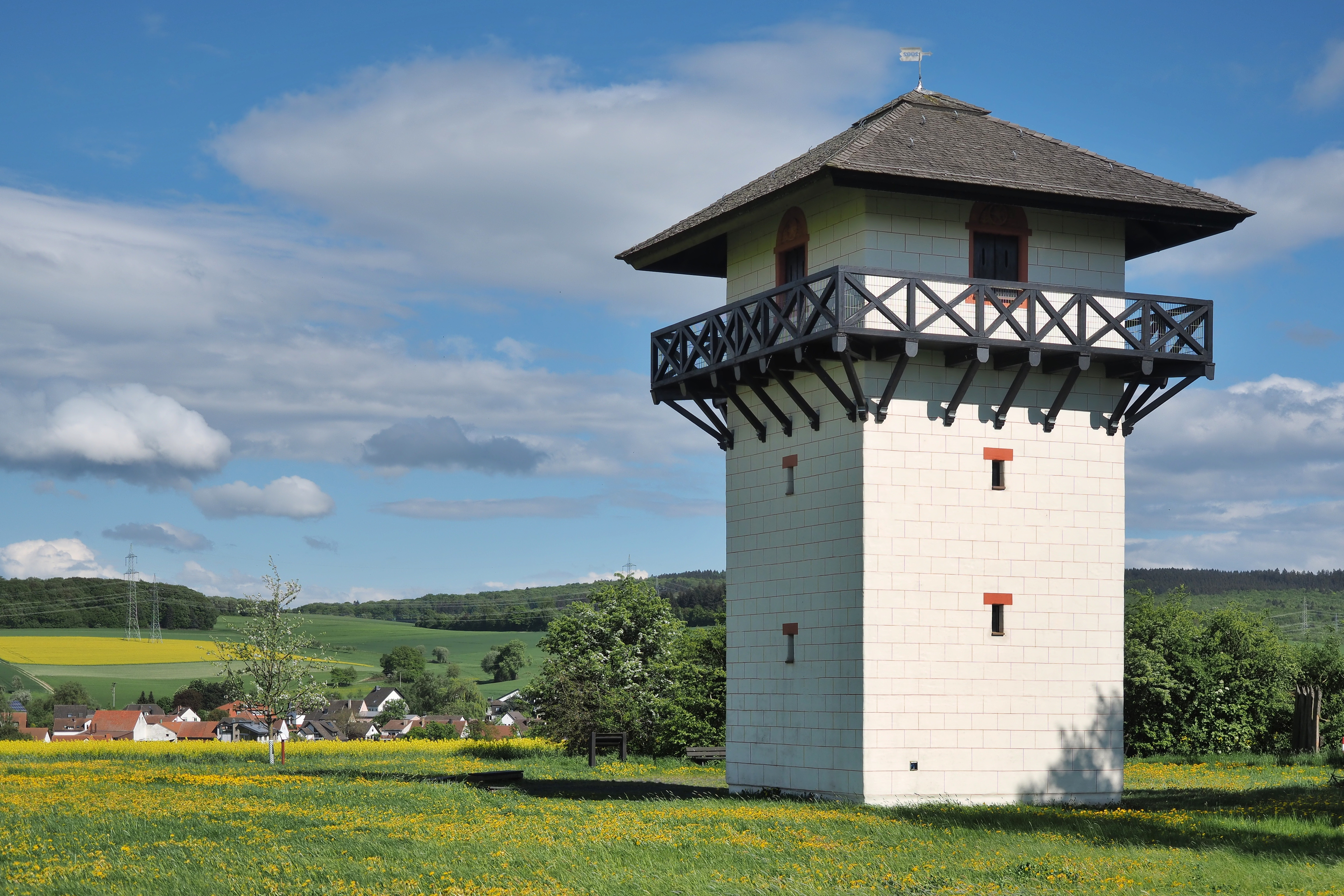
Römerturm Idstein-Dasbach

Der Römerturm Idstein-Dasbach ist eine Rekonstruktion des römischen Limeswachturms Wp 3/26 bei Idstein-Dasbach in Hessen, der 2002 fertiggestellt wurde.

## Beschreibung
Der Obergermanisch-Raetische Limes ist mit einer Länge 550 km, von Eining bei Regensburg bis Rheinbrohl am Rhein, das größte Bodendenkmal in Deutschland und wurde von der UNESCO als Weltkulturerbe anerkannt. Mit Limes (lat. Grenzweg/-wall) werden dabei die Grenzanlagen des römischen Imperiums bezeichnet, die gegen Ende des 1. Jahrhunderts n. Chr. errichtet wurden.
Diese Grenze wurde durch mehr als 900 Türme überwacht, die in der Entstehungsphase etwa ab 80 n. Chr. in Holzbauweise errichtet wurden. Es folgten Steintürme, die ab 145 n. Chr. verputzt wurden. Durch Ausgrabungen ist bekannt, dass der weiße Verputz oft eingerissene Fugen aufwies, die in Terrakotta ausgemalt waren. Dadurch entstand der Eindruck eines schönen Quadermauerwerks.
Die nach Auffassung von Historikern authentischste Rekonstruktion eines römischen Wachturms aus der Zeit ab 145 n. Chr. wurde bei Idstein-Dasbach aus Anlass des Hessentags 2001 in Idstein vom Freundeskreis Römerturm Idstein e. V. geplant und fachlich vom Saalburgmuseum betreut. Es handelt sich um den Wachposten 3/26. Der Turm hat eine Höhe von rund 13 m und eine Grundfläche von rund 28 m². Die Römer benutzten Leitern, um in den Turm zu gelangen. Die drei Stockwerke des rekonstruierten Turmes sind über Treppen begehbar. Vom 8,5 m hoch liegenden Wehrgang aus bietet sich ein weiter Ausblick nach Idstein und in den Taunus. Im Turm befindet sich eine kleine Ausstellung zum Thema „Die Römer im Taunus“, die in den Sommermonaten jeden Sonntagnachmittag und zu speziellen anderen Terminen besichtigt werden kann. An diesen Tagen ist der Turm auch zu besteigen.
In einer geomagnetischen Prospektion wurden 2012 der Verlauf der Limespalisade und der Standort eines Holzwachturm nachgewiesen – bisher waren Holztürme an der 6,5 km langen Strecke des Idsteiner Abschnitts nicht bekannt, was eine frühere Verlegung dieser Linie vermuten lässt.